# Harri Suvanto
Harri Suvanto (ur. 30 listopada 1970 w Rauma) – fiński hokeista.

## Kariera
- Lukko U20 (1986-1991)
- Lukko (1988-1995)
- TPS (1995-1997)
  -  Kiekko-67 (1997)
- Malmö IF (1997-1998)
- Lukko (1998-2000)
- HKm Zvolen (2000)
- Podhale Nowy Targ (2000-2001)
- Brûleurs de Loups de Grenoble (2001-2002)
- ASG Angers (2002-2003)
- ERC Haßfurt (2003-2004)

Wychowanek i wieloletni zawodnik Lukko w lidze SM-liiga. W barwach Finlandii uczestniczył w turnieju mistrzostw świata juniorów do lat 20 w 1990. W sezonie 2000/2001 grał w polskiej lidze w barwach Podhala Nowy Targ.

## Sukcesy
Klubowe
- Brązowy medal mistrzostw Finlandii: 1994 z Lukko
- Srebrny medal mistrzostw Finlandii: 1996, 1997 z TPS
- Mistrzostwo Europejskiej Ligi Hokeja na Lodzie: 1997 z TPS